# 吳晉夔
吳晉夔（?—?），浙江省鎮海縣人，清朝政治人物、進士出身。
光緒三十年，會試第131名；殿試登進士二甲106名，后授以主事分部學習。中華民國成立后，1926年5月29日，擔任代理財政次長，同年8月18日辭職。